# Basilio Lami Dozo
Basilio Arturo Ignacio Lami Dozo (Santiago del Estero, 1º febbraio 1929 – Partido di José Clemente Paz, 1º febbraio 2017) è stato un generale argentino, fu un alto ufficiale della Forza aerea argentina durante la dittatura militare in Argentina.

## Biografia
Lami Dozo era nato in una famiglia tradizionale nella provincia di Santiago del Estero i suoi famigliari erano di discendenza siriana e libanese, ed emigrarono in Argentina prima della dissoluzione dell'Impero ottomano dopo la prima guerra mondiale.
Fu un alto esponente della dittatura militare nota come Processo di riorganizzazione nazionale che governò l'Argentina dal 1976 al 1983, e insieme al generale Leopoldo Galtieri e all'ammiraglio Jorge Anaya fu un alto esponente della terza giunta militare che governo l'Argentina dal 1981 al 1982, come comandante in capo della Forza aerea argentina. Insieme a Reynaldo Bignone e a Omar Graffigna era uno degli ultimi membri della dittatura militare.
Nel 1985, durante il Processo alla Giunta Militare Argentina, fu imputato per casi di torture, di false dichiarazioni e di sequestro di persona ma fu assolto.
Nel 1986 è stato condannato da un tribunale di Giustizia Militare a scontare otto anni di carcere nel processo per responsabilità penali della Giunta Militare durante la Guerra delle Falkland. Nel 1990 ricevette il perdono presidenziale dal presidente Carlos Saúl Menem e fu ripristinato il suo rango militare.
Nel 2003 il sistema di giustizia spagnolo richiese la sua estradizione in Spagna per presunti crimini contro l'umanità commessi durante la dittatura militare. La richiesta fu convalida dalla Corte suprema spagnola nel 2005.
È morto il 1º febbraio 2017, il giorno del suo 88º compleanno.